# بوب رامزي (سياسي)
بوب رامزي (بالإنجليزية: Bob Ramsey)‏ هو سياسي أمريكي، ولد في 13 مارس 1947. حزبياً، نشط في الحزب الجمهوري.